# Unione Calcio Sampdoria 2021-2022 (femminile)
Questa voce raccoglie le informazioni riguardanti la squadra femminile dell'Unione Calcio Sampdoria nelle competizioni ufficiali della stagione 2021-2022.

## Stagione
La stagione della nuova squadra titolare della Sampdoria, che già aveva in organico una formazione Under-19 che era iscritta al campionato di Eccellenza, inizia ufficialmente il 15 giugno 2021, quando l'U.C. Sampdoria dichiara l'acquisto della licenza sportiva della Florentia San Gimignano, potendo così disputare il campionato di Serie A femminile già dalla stagione 2021-2022. I programmi della società blucerchiata rimangono oscuri, con la sola presentazione ufficiale del tecnico, l'ex Fiorentina Antonio Cincotta, a inizio luglio. I vari rumor sulla futura rosa della squadra vengono parzialmente confermati nel corso della sessione estiva di calciomercato, dalle prime dichiarazioni di trasferimenti ufficiali dalla Juventus, poi dai primi video promozionali condivisi dal sito ufficiale durante il ritiro di Saint-Vincent e infine dalla rosa delle convocate alla prima uscita ufficiale della squadra nel triangolare con Milan e Servette Chênois del 24 luglio, vinto dalle blucerchiate grazie all'unica rete siglata nel minitorneo dall'ex interista Stefania Tarenzi.
Il campionato è stato concluso al sesto posto – posizione raggiunta sul finire del girone d'andata e consolidata nel corso del ritorno – con 31 punti conquistati, frutto di 10 vittorie, un pareggio e 11 sconfitte. In Coppa Italia la squadra è arrivata ai quarti di finale. Dopo aver concluso il triangolare 3 dei gironi preliminari a pari punti con la Torres, è avanzata ai quarti di finale per la migliore differenza reti, ma è stata poi eliminata dal Milan con un doppio 4-1.

## Divise e sponsor
La tenuta di gioco della squadra è la stessa della Sampdoria maschile. Per la stagione 2021/2022 il Main sponsor sarà Banca Ifis, mentre lo sponsor tecnico è Macron.
| Casa | Trasferta | Terza divisa |  |

## Organigramma societario
Area direttiva
- Presidente: Massimo Ferrero
- Consigliere: Paolo Fiorentino, Enrico Castanini, Giuseppe Profiti, Gianluca Vidal
- Direttore Operativo: Alberto Bosco
- Staff Presidenza e Direzione Operativa: Cinzia Bruzzese, Tiziana Pucci
- Direttore Amministrativo: Alberto Gambale
- Amministrazione: Marco Pesce, Nicole Rinaldi, Alessio Rosabianca, Paolo Speziari
- Segretario Generale: Massimo Ienca
- Segreteria sportiva e affari internazionali: Federico Valdambrini
- Segreteria: Cristina Calvo, Cecilia Lora

Area comunicazione e marketing
- Direttore comunicazione: Paolo Viganò
- Capo ufficio stampa: Federico Berlinghieri
- Ufficio stampa: Federico Falasca, Alessandro Pintimalli
- Direttore marketing: Marco Caroli
- Area marketing: Christian Monti, Nicoletta Sommella
- Responsabile Biglietteria e SLO: Sergio Tantillo
- Service Center Sampdoria: Alberto Casagrande

Area sportiva
- Direttore sportivo:
- Coordinatore scouting:
- Team Manager:

Area tecnica
- Allenatore: Antonio Cincotta
- Vice Allenatore:
- Collaboratore tecnico:
- Preparatori atletici:
- Preparatore dei Portieri:

Area sanitaria
- Responsabile area medica:
- Medici sociali:
- Responsabile staff fisioterapia:
- Fisioterapisti e massaggiatori:

## Rosa
Rosa e ruoli come da sito ufficiale, aggiornato al 22 febbraio 2022.
| N. |                      | Ruolo | Calciatrice            |
| -- | -------------------- | ----- | ---------------------- |
| 1  | Italia (bandiera)    | P     | Amanda Tampieri        |
| 3  | Italia (bandiera)    | D     | Paola Boglioni         |
| 4  | Finlandia (bandiera) | D     | Anna Auvinen           |
| 5  | Italia (bandiera)    | D     | Giorgia Spinelli       |
| 6  | Germania (bandiera)  | C     | Florin Wagner          |
| 7  | Italia (bandiera)    | C     | Kristin Carrer         |
| 7  | Slovenia (bandiera)  | C     | Dominika Čonč          |
| 9  | Italia (bandiera)    | A     | Caterina Bargi         |
| 10 | Colombia (bandiera)  | C     | Yoreli Rincón          |
| 11 | Svezia (bandiera)    | A     | Emelie Helmvall        |
| 13 | Marocco (bandiera)   | D     | Sabah Seghir           |
| 14 | Italia (bandiera)    | D     | Giulia Bursi           |
| 16 | Italia (bandiera)    | D     | Federica Rizza         |
| 17 | Italia (bandiera)    | C     | Maria Letizia Musolino |
| 18 | Italia (bandiera)    | A     | Giada Lopez            |
| 19 | Italia (bandiera)    | A     | Alice Berti            |

| N. |                        | Ruolo | Calciatrice                 |
| -- | ---------------------- | ----- | --------------------------- |
| 20 | Guatemala (bandiera)   | A     | Ana Lucía Martínez          |
| 21 | Italia (bandiera)      | C     | Cecilia Re                  |
| 22 | Italia (bandiera)      | P     | Elisabetta Pescarolo        |
| 23 | Italia (bandiera)      | D     | Elena Pisani                |
| 27 | Italia (bandiera)      | A     | Stefania Tarenzi (capitano) |
| 28 | Paraguay (bandiera)    | P     | Isabel Ortiz                |
| 30 | Italia (bandiera)      | C     | Veronica Battelani          |
| 32 | Paesi Bassi (bandiera) | P     | Selena Babb                 |
| 33 | Italia (bandiera)      | D     | Debora Novellino            |
| 36 | Italia (bandiera)      | P     | Valentina Soggiu            |
| 40 | Italia (bandiera)      | C     | Bianca Fallico              |
| 46 | Italia (bandiera)      | D     | Valeria Gardel              |
| 55 | Romania (bandiera)     | A     | Cristina Carp               |
| 67 | Italia (bandiera)      | D     | Michela Giordano            |
| 93 | Italia (bandiera)      | A     | Melania Martinovic          |
| 99 | Italia (bandiera)      | P     | Emma Brunelli               |

## Calciomercato

### Sessione estiva
| Acquisti | Acquisti           | Acquisti         | Acquisti    |
| R.       | Nome               | da               | Modalità    |
| -------- | ------------------ | ---------------- | ----------- |
| P        | Selena Babb        | Milan            | [ 14 ]      |
| P        | Amanda Tampieri    | Florentia S.G.   | svincolata  |
| D        | Anna Auvinen       | Inter            | svincolata  |
| D        | Paola Boglioni     | Juventus         | in prestito |
| D        | Giulia Bursi       | Florentia S.G.   | svincolata  |
| D        | Michela Giordano   | Juventus         | in prestito |
| D        | Debora Novellino   | Pink Sport Time  | svincolata  |
| D        | Elena Pisani       | Florentia S.G.   | svincolata  |
| D        | Sabah Seghir       | VGA Saint-Maur   | [ 15 ]      |
| D        | Giorgia Spinelli   | Milan            | svincolata  |
| C        | Veronica Battelani | Sassuolo         |             |
| C        | Kristin Carrer     | Juventus         | in prestito |
| C        | Bianca Fallico     | Campomorone Lady |             |
| C        | Letizia Musolino   | Juventus         | in prestito |
| C        | Cecilia Re         | Florentia S.G.   | svincolata  |
| C        | Yoreli Rincón      | Inter            | svincolata  |
| A        | Caterina Bargi     | Campomorone Lady |             |
| A        | Alice Berti        | Juventus         | in prestito |
| A        | Cristina Carp      | Lugano           | [ 18 ]      |
| A        | Emelie Helmvall    | Pink Sport Time  |             |
| A        | Ana Lucía Martínez | Roma CF          |             |
| A        | Stefania Tarenzi   | Inter            | svincolata  |

| Cessioni | Cessioni | Cessioni | Cessioni |
| R.       | Nome     | a        | Modalità |
| -------- | -------- | -------- | -------- |
|          |          |          |          |

### Sessione invernale
| Acquisti | Acquisti               | Acquisti       | Acquisti    |
| R.       | Nome                   | da             | Modalità    |
| -------- | ---------------------- | -------------- | ----------- |
| P        | Isabel Ortiz           | Sol de América | definitivo  |
| P        | Valentina Soggiu       | Juventus       | in prestito |
| D        | Federica Rizza         | Milan          | in prestito |
| C        | Kristin Carrer         | Juventus       | definitivo  |
| C        | Dominika Čonč          | Valencia       | definitivo  |
| C        | Maria Letizia Musolino | Juventus       | definitivo  |
| A        | Melania Martinovic     | Fiorentina     | definitivo  |

| Cessioni | Cessioni               | Cessioni | Cessioni      |
| R.       | Nome                   | a        | Modalità      |
| -------- | ---------------------- | -------- | ------------- |
| P        | Selena Babb            | Milan    | fine prestito |
| C        | Kristin Carrer         | Torres   | in prestito   |
| C        | Maria Letizia Musolino | Cesena   | in prestito   |
| A        | Cristina Carp          | Como     | definitivo    |

## Risultati

### Serie A

#### Girone di andata
| Arbitro: | Luongo (Napoli) |

|               |           |                         |
| Castiello 75’ | Marcatori | 11’ Martínez 48’ Rincón |

| Arbitro: | Turrini (Firenze) |

|  |           |           |
|  | Marcatori | 53’ Adami |

| Arbitro: | Canci (Carrara) |

|                           |           |  |
| Filangeri 41’ Cantore 59’ | Marcatori |  |

| Arbitro: | Monaldi (Macerata) |

|             |           |  |
| Tarenzi 75’ | Marcatori |  |

| Arbitro: | Taricone (Perugia) |

|                                                                 |           |                        |
| Sabatino 14’ (rig.) Spinelli 43’ (aut.) Huchet 70’ Catena 90+3’ | Marcatori | 18’ Fallico 37’ Pisani |

| Arbitro: | Nicolini (Brescia) |

|                         |           |  |
| Tarenzi 12’, 82’ Re 15’ | Marcatori |  |

| Arbitro: | Gigliotti (Cosenza) |

|  |           |            |
|  | Marcatori | 90+8’ Carp |

| Arbitro: | Luciani (Roma 1) |

|  |           |             |
|  | Marcatori | 75’ Cernoia |

| Arbitro: | Grasso (Ariano Irpino) |

|                           |           |                               |
| Oliviero 28’ Bragonzi 54’ | Marcatori | 5’ Helmvall 85’ (rig.) Rincón |

| Arbitro: | Tremolada (Monza) |

|             |           |                                   |
| Tarenzi 57’ | Marcatori | 15’ Lázaro 90+2’ (aut.) Novellino |

| Arbitro: | Perri (Roma 1) |

|            |           |                        |
| Cedeño 59’ | Marcatori | 34’ Rincón 58’ Tarenzi |

#### Girone di ritorno
| Arbitro: | Longo (Cuneo) |

|                        |           |              |
| Spinelli 4’ Seghir 54’ | Marcatori | 88’ Le Franc |

| Arbitro: | Mirabella (Napoli) |

|                                                |           |  |
| Thomas 21’, 90+2’ Bergamaschi 31’ Piemonte 34’ | Marcatori |  |

| Arbitro: | Madonia (Palermo) |

|             |           |                                   |
| Fallico 67’ | Marcatori | 2’ Bugeja 40’ Dubcová 43’ Cantore |

| Arbitro: | Mastrodomenico (Matera) |

|  |           |             |
|  | Marcatori | 32’ Tarenzi |

| Arbitro: | Andreano (Prato) |

|                           |           |  |
| Wagner 36’ Martinovic 40’ | Marcatori |  |

| Arbitro: | Monzul' |

|                                             |           |                                     |
| Csiszár 6’ Marinelli 27’, 64’ Karchouni 45’ | Marcatori | 37’ Fallico 50’ Rincón 54’ Martínez |

| Arbitro: | Costanza (Agrigento) |

|             |           |  |
| Spinelli 9’ | Marcatori |  |

| Arbitro: | Galipò (Firenze) |

|                                            |           |           |
| Girelli 28’ Bonansea 31’ Caruso 73’ (rig.) | Marcatori | 83’ Bargi |

| Arbitro: | Virgilio (Trapani) |

|              |           |                                     |
| Martínez 23’ | Marcatori | 8’ De Rita 76’ Cinotti 78’ Bragonzi |

| Arbitro: | Andreano (Prato) |

|                                                                                           |           |  |
| Serturini 8’ Pirone 19’, 22’ Giugliano 26’ Lázaro 50’ Kollmats 71’ Haug 87’ Bartoli 90+2’ | Marcatori |  |

| Arbitro: | Taricone (Perugia) |

|                                        |           |             |
| Martínez 50’ Čonč 86’ Martinovic 90+2’ | Marcatori | 22’ Rognoni |

### Coppa Italia

#### Gironi eliminatori
| Arbitro: | Peletti (Crema) |

|               |           |          |
| Accornero 21’ | Marcatori | 82’ Carp |

| Arbitro: | Boiani (Pesaro) |

|  |           |                             |
|  | Marcatori | 38’, 49’ Tarenzi 73’ Rincón |

#### Quarti di finale
| Arbitro: | Gemelli (Messina) |

|                   |           |                                                         |
| Rincón 12’ (rig.) | Marcatori | 5’ Guagni 33’ Piemonte 61’ (rig.) Thomas 90+2’ Grimshaw |

| Arbitro: | Giaccaglia (Jesi) |

|                                         |           |              |
| Longo 2’, 76’ Adami 28’ Stapelfeldt 46’ | Marcatori | 64’ Helmvall |

## Statistiche

### Statistiche di squadra
| Competizione | Punti | In casa | In casa | In casa | In casa | In casa | In casa | In trasferta | In trasferta | In trasferta | In trasferta | In trasferta | In trasferta | Totale | Totale | Totale | Totale | Totale | Totale | DR  |
| Competizione | Punti | G       | V       | N       | P       | Gf      | Gs      | G            | V            | N            | P            | Gf           | Gs           | G      | V      | N      | P      | Gf     | Gs     | DR  |
| ------------ | ----- | ------- | ------- | ------- | ------- | ------- | ------- | ------------ | ------------ | ------------ | ------------ | ------------ | ------------ | ------ | ------ | ------ | ------ | ------ | ------ | --- |
| Serie A      | 31    | 11      | 6       | 0       | 5       | 15      | 12      | 11           | 4            | 1            | 6            | 14           | 29           | 22     | 10     | 1      | 11     | 29     | 41     | -12 |
| Coppa Italia | -     | 1       | 0       | 0       | 1       | 1       | 4       | 3            | 1            | 1            | 1            | 5            | 5            | 4      | 1      | 1      | 2      | 6      | 9      | -3  |
| Totale       | -     | 12      | 6       | 0       | 6       | 16      | 16      | 14           | 5            | 2            | 7            | 19           | 34           | 26     | 11     | 2      | 13     | 35     | 50     | -15 |

### Andamento in campionato
| Giornata  | 1 | 2 | 3 | 4 | 5  | 6 | 7 | 8 | 9 | 10 | 11 | 12 | 13 | 14 | 15 | 16 | 17 | 18 | 19 | 20 | 21 | 22 |
| --------- | - | - | - | - | -- | - | - | - | - | -- | -- | -- | -- | -- | -- | -- | -- | -- | -- | -- | -- | -- |
| Luogo     | T | C | T | C | T  | C | T | C | T | C  | T  | C  | T  | C  | T  | C  | T  | C  | T  | C  | T  | C  |
| Risultato | V | P | P | V | P  | V | V | P | N | P  | V  | V  | P  | P  | V  | V  | P  | V  | P  | P  | P  | V  |
| Posizione | 1 | 6 | 6 | 7 | 10 | 8 | 5 | 6 | 6 | 6  | 6  | 6  | 6  | 6  | 6  | 6  | 6  | 6  | 6  | 6  | 6  | 6  |

Legenda:

Luogo: C = Casa; T = Trasferta. Risultato: V = Vittoria; N = Pareggio; P = Sconfitta.

### Statistiche delle giocatrici
| Giocatore     | Serie A  | Serie A | Serie A     | Serie A    | Coppa Italia | Coppa Italia | Coppa Italia | Coppa Italia | Totale   | Totale | Totale      | Totale     |
| Giocatore     | Presenze | Reti    | Ammonizioni | Espulsioni | Presenze     | Reti         | Ammonizioni  | Espulsioni   | Presenze | Reti   | Ammonizioni | Espulsioni |
| ------------- | -------- | ------- | ----------- | ---------- | ------------ | ------------ | ------------ | ------------ | -------- | ------ | ----------- | ---------- |
| A. Auvinen    | 19       | 0       | 1           | 0          | 3            | 0            | 0            | 0            | 22       | 0      | 1           | 0          |
| S. Babb       | 4        | -5      | 0           | 0          | 2            | -1           | 0            | 0            | 6        | -6     | 0           | 0          |
| C. Bargi      | 6        | 1       | 0           | 0          | 3            | 0            | 0            | 0            | 9        | 1      | 0           | 0          |
| V. Battelani  | 18       | 0       | 1           | 0          | 4            | 0            | 0            | 0            | 22       | 0      | 1           | 0          |
| A. Berti      | 8        | 0       | 0           | 0          | 2            | 0            | 0            | 0            | 10       | 0      | 0           | 0          |
| P. Boglioni   | 6        | 0       | 1           | 0          | 4            | 0            | 1            | 0            | 10       | 0      | 2           | 0          |
| G. Bursi      | 7        | 0       | 0           | 0          | 3            | 0            | 0            | 0            | 10       | 0      | 0           | 0          |
| E. Brunelli   | 0        | 0       | 0           | 0          | 1            | 0            | 0            | 0            | 1        | 0      | 0           | 0          |
| C. Carp       | 7        | 1       | 0           | 0          | 1            | 1            | 0            | 0            | 8        | 2      | 0           | 0          |
| K. Carrer     | 1        | 0       | 0           | 0          | 2            | 0            | 0            | 0            | 3        | 0      | 0           | 0          |
| D. Čonč       | 8        | 1       | 1           | 0          | -            | -            | -            | -            | 8        | 1      | 1           | 0          |
| B. Fallico    | 21       | 3       | 1           | 0          | 3            | 0            | 0            | 0            | 24       | 3      | 1           | 0          |
| V. Gardel     | 1        | 0       | 0           | 0          | 1            | 0            | 0            | 0            | 2        | 0      | 0           | 0          |
| M. Giordano   | 21       | 0       | 2           | 0          | 4            | 0            | 0            | 0            | 25       | 0      | 2           | 0          |
| E. Helmvall   | 14       | 1       | 0           | 0          | 4            | 1            | 0            | 0            | 18       | 2      | 0           | 0          |
| G. Lopez      | 2        | 0       | 0           | 0          | 2            | 0            | 0            | 0            | 4        | 0      | 0           | 0          |
| A.L. Martínez | 20       | 4       | 2           | 0          | 3            | 0            | 0            | 0            | 23       | 4      | 2           | 0          |
| M. Martinovic | 10       | 2       | 0           | 0          | 2            | 0            | 0            | 0            | 12       | 2      | 0           | 0          |
| L. Musolino   | 3        | 0       | 0           | 0          | 1            | 0            | 0            | 0            | 4        | 0      | 0           | 0          |
| D. Novellino  | 14       | 0       | 1           | 0          | 1            | 0            | 0            | 0            | 15       | 0      | 1           | 0          |
| I. Ortiz      | 2        | -10     | 0           | 0          | -            | -            | -            | -            | 2        | -10    | 0           | 0          |
| E. Pescarolo  | 1        | -1      | 0           | 0          | -            | -            | -            | -            | 1        | -1     | 0           | 0          |
| E. Pisani     | 14       | 1       | 1           | 0          | 2            | 0            | 1            | 0            | 16       | 1      | 2           | 0          |
| C. Re         | 7        | 1       | 3           | 0          | -            | -            | -            | -            | 7        | 1      | 3           | 0          |
| Y. Rincón     | 19       | 4       | 1           | 0          | 3            | 2            | 1            | 0            | 22       | 6      | 2           | 0          |
| F. Rizza      | 8        | 0       | 2           | 0          | 2            | 0            | 0            | 0            | 10       | 0      | 2           | 0          |
| S. Seghir     | 16       | 1       | 2           | 0          | 2            | 0            | 0            | 0            | 18       | 1      | 2           | 0          |
| V. Soggiu     | 1        | -3      | 0           | 0          | 2            | -8           | 0            | 0            | 3        | -11    | 0           | 0          |
| G. Spinelli   | 19       | 2       | 0           | 0          | 3            | 0            | 0            | 0            | 22       | 2      | 0           | 0          |
| A. Tampieri   | 15       | -22     | 1           | 0          | 0            | 0            | 0            | 0            | 15       | -22    | 1           | 0          |
| S. Tarenzi    | 20       | 6       | 0           | 0          | 2            | 2            | 0            | 0            | 22       | 8      | 0           | 0          |
| F. Wagner     | 10       | 1       | 0           | 0          | 2            | 0            | 0            | 0            | 12       | 1      | 0           | 0          |